# Велике Седельниково
Велике Седе́льниково (рос. Большое Седельниково) — присілок у складі Сисертського міського округу Свердловської області.
Населення — 1965 осіб (2010, 1936 у 2002).
Національний склад населення станом на 2002 рік: росіяни — 79 %.